# Bơi lội tại Đại hội Thể thao Đông Nam Á 2021
Bơi lội là một trong những nội dung được tranh tài tại Đại hội Thể thao Đông Nam Á 2021 ở Việt Nam, được tổ chức trong 2 ngày từ ngày 21 đến 22 tháng 05 năm 2022 tại Cung Thể thao dưới nước Mỹ Đình ở thành phố Hà Nội.
Nội dung thi đấu môn bơi bao gồm 40 cự ly, trong đó có 20 nội dung theo giới tính: 50 m tự do, 100 m tự do, 200 m tự do, 400 m tự do, 800 m tự do, 1500 m tự do, 50m ngửa, 100m ngửa, 200m ngửa, 50m ếch, 100m ếch, 200m ếch, 50m bướm, 100m bướm, 200m bướm, 200 m hỗn hợp cá nhân, 400m hỗn hợp cá nhân, 4 x 100m Tiếp sức tự do, 4 x 200m tiếp sức tự do, 4 x 100 m tiếp sức hỗn hợp.

## Địa điểm
Bơi lội tại Đại hội thể thao Đông Nam Á 2021 được tổ chức tại Cung Thể thao dưới nước Mỹ Đình ở Hà Nội, Việt Nam.
| Hà Nội                          |
| ------------------------------- |
| Cung Thể thao dưới nước Mỹ Đình |
| Sức chứa: 5.800                 |
|                                 |

## Các quốc gia tham dự
- Brunei
- Campuchia
- Indonesia
- Lào
- Malaysia
- Myanmar
- Philippines
- Singapore
- Thái Lan
- Đông Timor
- Việt Nam

## Nội dung thi đấu
Bộ môn bơi lội tại Đại hội Thể thao Đông Nam Á 2021 có tổng cộng 40 bộ huy chương được trao, tương ứng với 40 nội dung thi đấu:
- Nam: tự do: 50m, 100m, 200m, 400m, 800m, 1500m; ngửa: 50m, 100m, 200m; ếch: 50m, 100m, 200m; bướm: 50m, 100m, 200m; hỗn hợp: 200m, 400m; tiếp sức tự do: 4x100m, 4x200m;  tiếp sức hỗn hợp: 4x100m

- Nữ: tự do: 50m, 100m, 200m, 400m, 800m, 1500m; ngửa: 50m, 100m, 200m; ếch: 50m, 100m, 200m; bướm: 50m, 100m, 200m; hỗn hợp: 200m, 400m; tiếp sức tự do: 4x100m, 4x200m

## Chương trình thi đấu
| Ngày        | Thời gian | Số thứ tự                | Cự ly                       |
| ----------- | --------- | ------------------------ | --------------------------- |
| 14 tháng 05 |           | 101                      | 1500 m Tự do Nam CKB        |
| 14 tháng 05 |           | 102                      | 200 m Bướm Nữ               |
| 14 tháng 05 |           | 103                      | 100 m ếch Nam               |
| 14 tháng 05 |           | 104                      | 100 m Tự do Nữ              |
| 14 tháng 05 |           | 105                      | 100 m Ngửa Nam              |
| 14 tháng 05 |           | 106                      | 200 m Hỗn hợp Nữ            |
| 14 tháng 05 |           | 107                      | 4 x 100m Tự do Nam          |
| 14 tháng 05 |           | 101                      | 1500 m Tự do Nam CKA        |
| 14 tháng 05 |           | 102                      | 200 m Bướm Nữ               |
| 14 tháng 05 |           | Trao huy chương 101      |                             |
| 14 tháng 05 |           | 103                      | 100 m ếch Nam               |
| 14 tháng 05 |           | Trao huy chương 102      |                             |
| 14 tháng 05 |           | 104                      | 100 m Tự do Nữ              |
| 14 tháng 05 |           | Trao huy chương 103      |                             |
| 14 tháng 05 |           | 105                      | 100 m Ngửa Nam              |
| 14 tháng 05 |           | Trao huy chương 104      |                             |
| 14 tháng 05 |           | 106                      | 200 m Hỗn hợp Nữ            |
| 14 tháng 05 |           | Trao huy chương 105      |                             |
| 14 tháng 05 |           | 107                      | 4 x 100m Tự do Nam          |
| 14 tháng 05 |           | Trao huy chương 106, 107 |                             |
| 15 tháng 05 |           | 208                      | 800 m Tự do Nữ CK B         |
| 15 tháng 05 |           | 209                      | 100 m Tự do Nam             |
| 15 tháng 05 |           | 210                      | 50 m Ngửa Nữ                |
| 15 tháng 05 |           | 211                      | 50 m Bướm Nam               |
| 15 tháng 05 |           | 212                      | 200 m ếch Nữ                |
| 15 tháng 05 |           | 213                      | 400 m Hỗn hợp Nam           |
| 15 tháng 05 |           | 214                      | 4 x 100m Tự do Nữ           |
| 15 tháng 05 |           | 208                      | 800 m Tự do Nữ CK B         |
| 15 tháng 05 |           | 209                      | 100 m Tự do Nam             |
| 15 tháng 05 |           | Trao huy chương 208      |                             |
| 15 tháng 05 |           | 210                      | 50 m Ngửa Nữ                |
| 15 tháng 05 |           | Trao huy chương 209      |                             |
| 15 tháng 05 |           | 211                      | 50 m Bướm Nam               |
| 15 tháng 05 |           | Trao huy chương 210      |                             |
| 15 tháng 05 |           | 212                      | 200 m ếch Nữ                |
| 15 tháng 05 |           | Trao huy chương 211      |                             |
| 15 tháng 05 |           | 213                      | 400 m Hỗn hợp Nam           |
| 15 tháng 05 |           | Trao huy chương 212      |                             |
| 15 tháng 05 |           | 214                      | 4 x 100m Tự do Nữ           |
| 15 tháng 05 |           | Trao huy chương 213, 214 |                             |
| 16 tháng 05 |           | 315                      | 400 m Tự do Nam             |
| 16 tháng 05 |           | 316                      | 200 m Tự do Nữ              |
| 16 tháng 05 |           | 317                      | 100 m Bướm Nam              |
| 16 tháng 05 |           | 318                      | 50 m ếch Nữ                 |
| 16 tháng 05 |           | 319                      | 200 m Ngửa Nam              |
| 16 tháng 05 |           | 320                      | 200 m Ngửa Nữ               |
| 16 tháng 05 |           | 321                      | 4 x 100m Hỗn hợp Nam        |
| 16 tháng 05 |           | 315                      | 400 m Tự do Nam             |
| 16 tháng 05 |           | 316                      | 200 m Tự do Nữ              |
| 16 tháng 05 |           | Trao huy chương 315      |                             |
| 16 tháng 05 |           | 317                      | 100 m Bướm Nam              |
| 16 tháng 05 |           | Trao huy chương 316      |                             |
| 16 tháng 05 |           | 318                      | 50 m ếch Nữ                 |
| 16 tháng 05 |           | Trao huy chương 317      |                             |
| 16 tháng 05 |           | 319                      | 200 m Ngửa Nam              |
| 16 tháng 05 |           | Trao huy chương 318      |                             |
| 16 tháng 05 |           | 320                      | 200 m Ngửa Nữ               |
| 16 tháng 05 |           | Trao huy chương 319      |                             |
| 16 tháng 05 |           | 321                      | 4 x 100m Hỗn hợp Nam        |
| 16 tháng 05 |           | Trao huy chương 320, 321 |                             |
| 17 tháng 05 |           | 422                      | 400 m Tự do Nữ              |
| 17 tháng 05 |           | 423                      | 50 m Ngửa Nam               |
| 17 tháng 05 |           | 424                      | 50 m Bướm Nữ                |
| 17 tháng 05 |           | 425                      | 200 m ếch Nam               |
| 17 tháng 05 |           | 426                      | 100 m Ngửa Nữ               |
| 17 tháng 05 |           | 427                      | 4 x 200m Tự do Nam          |
| 17 tháng 05 |           | 428                      | 4 x 100m Hỗn hợp Nam        |
| 17 tháng 05 |           | 422                      | 400 m Tự do Nữ              |
| 17 tháng 05 |           | 423                      | 50 m Ngửa Nam               |
| 17 tháng 05 |           | Trao huy chương 422      |                             |
| 17 tháng 05 |           | 424                      | 50 m Bướm Nữ                |
| 17 tháng 05 |           | Trao huy chương 423      |                             |
| 17 tháng 05 |           | 425                      | 200 m ếch Nam               |
| 17 tháng 05 |           | Trao huy chương 424      |                             |
| 17 tháng 05 |           | 426                      | 100 m Ngửa Nữ               |
| 17 tháng 05 |           | Trao huy chương 425      |                             |
| 17 tháng 05 |           | 427                      | 4 x 200m Tự do Nam          |
| 17 tháng 05 |           | Trao huy chương 426      |                             |
| 17 tháng 05 |           | 428                      | 4 x 100m Hỗn hợp Nam        |
| 17 tháng 05 |           | Trao huy chương 427, 428 |                             |
| 18 tháng 05 |           | 528                      | 1500 m Tự do Nữ CKB         |
| 18 tháng 05 |           | 529                      | 50 m ếch Nam                |
| 18 tháng 05 |           | 530                      | 50 m Tự do Nữ               |
| 18 tháng 05 |           | 531                      | 200 m Tự do Nam             |
| 18 tháng 05 |           | 532                      | 400 m Hỗn hợp Nữ            |
| 18 tháng 05 |           | 533                      | 200 m Hỗn hợp Nam           |
| 18 tháng 05 |           | 534                      | 4 x 100m Hỗn hợp Nữ         |
| 18 tháng 05 |           | 528                      | 1500 m Tự do Nữ CKB         |
| 18 tháng 05 |           | 529                      | 50 m ếch Nam                |
| 18 tháng 05 |           | Trao huy chương 528      |                             |
| 18 tháng 05 |           | 530                      | 50 m Tự do Nữ               |
| 18 tháng 05 |           | Trao huy chương 529      |                             |
| 18 tháng 05 |           | 531                      | 200 m Tự do Nam             |
| 18 tháng 05 |           | Trao huy chương 530      |                             |
| 18 tháng 05 |           | 532                      | 400 m Hỗn hợp Nữ            |
| 18 tháng 05 |           | Trao huy chương 531      |                             |
| 18 tháng 05 |           | 533                      | 200 m Hỗn hợp Nam           |
| 18 tháng 05 |           | Trao huy chương 532      |                             |
| 18 tháng 05 |           | 534                      | 4 x 100m Hỗn hợp Nữ         |
| 18 tháng 05 |           | Trao huy chương 533, 534 |                             |
| 19 tháng 05 |           | 635                      | 800 m Tự do Nam Chung kết B |
| 19 tháng 05 |           | 636                      | 100 m ếch Nữ                |
| 19 tháng 05 |           | 637                      | 50 m Tự do Nam              |
| 19 tháng 05 |           | 638                      | 100 m Bướm Nữ               |
| 19 tháng 05 |           | 639                      | 200 m Bướm Nam              |
| 19 tháng 05 |           | 640                      | 4 x 200m Tự do Nữ           |
| 19 tháng 05 |           | 635                      | 800 m Tự do Nam Chung kết B |
| 19 tháng 05 |           | 636                      | 100 m ếch Nữ                |
| 19 tháng 05 |           | Trao huy chương 635      |                             |
| 19 tháng 05 |           | 637                      | 50 m Tự do Nam              |
| 19 tháng 05 |           | Trao huy chương 636      |                             |
| 19 tháng 05 |           | 638                      | 100 m Bướm Nữ               |
| 19 tháng 05 |           | Trao huy chương 637      |                             |
| 19 tháng 05 |           | 639                      | 200 m Bướm Nam              |
| 19 tháng 05 |           | Trao huy chương 638      |                             |
| 19 tháng 05 |           | 640                      | 4 x 200m Tự do Nữ           |
| 19 tháng 05 |           | Trao huy chương 639, 640 |                             |

## Bảng tổng sắp Huy chương
| Hạng               | Đoàn               | Vàng | Bạc | Đồng | Tổng số |
| ------------------ | ------------------ | ---- | --- | ---- | ------- |
| 1                  | Singapore          | 21   | 11  | 12   | 44      |
| 2                  | Việt Nam           | 11   | 11  | 3    | 25      |
| 3                  | Thái Lan           | 4    | 9   | 9    | 22      |
| 4                  | Indonesia          | 2    | 3   | 10   | 15      |
| 5                  | Malaysia           | 1    | 4   | 2    | 7       |
| 6                  | Philippines        | 1    | 3   | 3    | 7       |
| Tổng số (6 đơn vị) | Tổng số (6 đơn vị) | 40   | 41  | 39   | 120     |

## Các Huy chương
| Ký hiệu | Ký hiệu                  | Ký hiệu | Ký hiệu                 | Ký hiệu | Ký hiệu                      |
| ------- | ------------------------ | ------- | ----------------------- | ------- | ---------------------------- |
| MR      | Lập kỉ lục Sea Games mới | NR      | Lâp kỉ lục Quốc gia mới | OQT     | Vòng loại Olympic Paris 2024 |

### Nam
| Nội dung                 | Vàng                                                                                    | Vàng           | Bạc | Bạc         | Đồng                                                                                             | Đồng     |
| ------------------------ | --------------------------------------------------------------------------------------- | -------------- | --- | ----------- | ------------------------------------------------------------------------------------------------ | -------- |
| 50 m tự do               | Teong Tzen Wei · Singapore                                                              | 21.93 MR, NR   | Jonathan Tan · Singapore                                                                                    | 22.24       | Jeremie Loic Nino Lương · Việt Nam                                                               | 22.85 NR |
| 100 m Tự do              | Quah Zheng Wen · Singapore                                                              | 49.57          | Jonathan Tan · Singapore                                                                                    | 50.14       | Không có                                                                                         | Không có |
| 100 m Tự do              | Quah Zheng Wen · Singapore                                                              | 49.57          | Jeremie Loic Nino Lương · Việt Nam                                                                          | 50.14       | Không có                                                                                         | Không có |
| 200 m Tự do              | Hoe Yean Khiew · Malaysia                                                               | 1:47.81        | Quah Zheng Wen · Singapore                                                                                  | 1:47.85     | Hoàng Quý Phước · Việt Nam                                                                       | 1:49.35  |
| 400 m Tự do              | Nguyễn Huy Hoàng · Việt Nam                                                             | 3:48.06 MR, NR | Hoe Yean Khiew · Malaysia                                                                                   | 3:52.03     | Glen Lim Jun Wei · Singapore                                                                     | 3:56.68  |
| 1500 m Tự do             | Nguyễn Huy Hoàng · Việt Nam                                                             | 15:00.75       | Nguyễn Hữu Kim Sơn · Việt Nam                                                                               | 15:27.31    | Tonnam Kanteemool · Thái Lan                                                                     | 15:33.54 |
|                          |                                                                                         |                | |             |                                                                                                  |          |
| 50 m bơi ngửa            | Quah Zheng Wen · Singapore                                                              | 25.83 MR       | Paul Lê Nguyễn · Việt Nam                                                                                   | 25.86       | I Gede Siman Sudartawa · Indonesia                                                               | 25.88    |
| 100 m bơi ngửa           | Quah Zheng Wen · Singapore                                                              | 54.83          | Paul Lê Nguyễn · Việt Nam                                                                                   | 56.08       | Farrel Armandio Tangkas · Indonesia                                                              | 56.21    |
| 200 m bơi ngửa           | Trần Hưng Nguyên · Việt Nam                                                             | 2:01.580 NR    | Hoe Yean Khiew · Malaysia                                                                                   | 2:01.670    | Farrel Armandio Tangkas · Indonesia                                                              | 2:01.800 |
|                          |                                                                                         |                | |             |                                                                                                  |          |
| 50 m bơi ếch             | Phạm Thanh Bảo · Việt Nam                                                               | 28.28          | Gagarin Nathaniel Yus · Indonesia                                                                           | 28.31       | Maximillian Ang Wei · Singapore                                                                  | 28.32    |
| 100 m bơi ếch            | Phạm Thanh Bảo · Việt Nam                                                               | 1:01.17 MR, NR | Maximillian Ang Wei · Singapore                                                                             | 1:01.58 NR  | Gagarin Nathaniel Yus · Indonesia                                                                | 1:02.74  |
| 200 m bơi ếch            | Maximillian Ang Wei · Singapore                                                         | 2:11.93 MR, NR | Phạm Thanh Bảo · Việt Nam                                                                                   | 2:12.09     | Job Xi Jay Tan · Malaysia                                                                        | 2:17.68  |
|                          |                                                                                         |                | |             |                                                                                                  |          |
| 50 m bơi bướm            | Teong Tzen Wei · Singapore                                                              | 23.04 MR       | Mikkel Lee · Singapore                                                                                      | 23.67       | Glenn Victor Sutanto · Indonesia                                                                 | 24.30    |
| 100 m bơi bướm           | Joseph Schooling · Singapore                                                            | 52.22          | Quah Zheng Wen · Singapore                                                                                  | 52.86       | Navaphat Wongcharoen · Thái Lan                                                                  | 52.98    |
| 200 m bơi bướm           | Nguyễn Huy Hoàng · Việt Nam                                                             | 1:58.81        | Navaphat Wongcharoen · Thái Lan                                                                             | 1:58.93     | Ong Jung Yi · Singapore                                                                          | 1:59.33  |
|                          |                                                                                         |                | |             |                                                                                                  |          |
| 200 m cá nhân hỗn hợp    | Trần Hưng Nguyên · Việt Nam                                                             | 2:01.22        | Dulyawat Kaewsriyong · Thái Lan                                                                             | 2:02.89     | Maximillian Ang Wei · Singapore                                                                  | 2:03.73  |
| 400 m cá nhân hỗn hợp    | Trần Hưng Nguyên · Việt Nam                                                             | 4:18.10 MR, NR | Nguyễn Quang Thuấn · Việt Nam                                                                               | 4:22.46     | Aflah Fadlan Prawira · Indonesia                                                                 | 4:23.43  |
|                          |                                                                                         |                | |             |                                                                                                  |          |
| 4×100 m tiếp sức tự do   | Việt Nam - Jeremie Loic Nino Lương - Paul Lê Nguyễn - Hoàng Quý Phước - Ngô Đình Chuyền | 3:21.81 NR     | Indonesia - Glenn Victor Sutanto - Erick Ahmad Fathoni - Aflah Fadlan Prawira - Joe Aditya Wijaya Kurniawan | 3:24.09     | Thái Lan - Tonnam Kanteemool - Dulyawat Kaewsriyong - Supha Sangaworawong - Navaphat Wongcharoen | 3:24.28  |
| 4×200 m tiếp sức tự do   | Việt Nam - Nguyễn Huy Hoàng - Trần Hưng Nguyên - Hoàng Quý Phước - Nguyễn Hữu Kim Sơn   | 7:16.31 MR     | Malaysia - Yin Chuen Lim - Welson Sim Wee Sheng - Hoe Yean Khiew - Arvin Shaun Singh Chahal                 | 7:19.75 NR  | Singapore - Jonathan Tan - Glen Lim Jun Wei - Joseph Schooling - Quah Zheng Wen                  | 7:21.49  |
| 4×100 m tiếp sức hỗn hợp | Singapore - Quah Zheng Wen - Maximillian Ang - Joseph Schooling - Jonathan Tan          | 3:37.690       | Việt Nam - Paul Lê Nguyễn - Phạm Thanh Bảo - Hoàng Quý Phước - Jeremie Loic Nino Luong                      | 3:39.760 NR | Thái Lan                                                                                         | 3:43.670 |

### Nữ
| Nội dung                 | Vàng                                                                       | Vàng          | Bạc | Bạc      | Đồng                                                                                                 | Đồng    |
| ------------------------ | -------------------------------------------------------------------------- | ------------- | --- | -------- | --- | ------- |
| 50 m tự do               | Jenjira Srisaard · Thái Lan                                                | 25.12         | Amanda Lim · Singapore                                                                                     | 25.39    | Quah Ting Wen · Singapore                                                                            | 25.49   |
| 100 m tự do              | Quah Ting Wen · Singapore                                                  | 55.60         | Jenjira Srisaard · Thái Lan                                                                                | 56.62    | Miranda Cristina Renner · Philippines                                                                | 56.95   |
| 200 m tự do              | Gan Ching Hwee · Singapore                                                 | 2:02.06       | Kamonchanok Kwanmuang · Thái Lan                                                                           | 2:02.63  | Chan Zi Yi · Singapore                                                                               | 2:03.21 |
| 400 m tự do              | Gan Ching Hwee · Singapore                                                 | 4:14.16       | Kamonchanok Kwanmuang · Thái Lan                                                                           | 4:17.13  | Võ Thị Mỹ Tiên · Việt Nam                                                                            | 4:17.52 |
| 800 m tự do              | Gan Ching Hwee · Singapore                                                 | 8:42.60       | Võ Thị Mỹ Tiên · Việt Nam                                                                                  | 8:51.73  | Ashley Yi Xuan Lim · Singapore                                                                       | 8:58.98 |
|                          |                                                                            |               | |          | |         |
| 50 m bơi ngửa            | Masniari Wolf · Indonesia                                                  | 29.21         | Jessica Joy Geriane · Philippines                                                                          | 29.35 NR | Anak Agung Istri Kania Ratih · Indonesia                                                             | 29.21   |
| 100 m bơi ngửa           | Flairene Candrea Wonomiharjo · Indonesia                                   | 1:03.36       | Chloe Isleta · Philippines                                                                                 | 1:03.78  | Jessica Joy Geriane · Philippines                                                                    | 1:03.86 |
| 200 m bơi ngửa           | Chloe Isleta · Philippines                                                 | 2:18.60       | Nurul Fajar Fitriyati · Indonesia                                                                          | 2:19.79  | Mia Millar · Thái Lan                                                                                | 2:19.90 |
|                          |                                                                            |               | |          | |         |
| 50 m bơi ếch             | Letitia Sim · Singapore                                                    | 31.43         | Jenjira Srisaard · Thái Lan                                                                                | 31.63    | Christie Chue · Singapore                                                                            | 32.10   |
| 100 m bơi ếch            | Letitia Sim · Singapore                                                    | 1:08.79       | Jinq En Phee · Malaysia                                                                                    | 1:09.60  | Christie Chue · Singapore                                                                            | 1:10.29 |
| 200 m bơi ếch            | Phiangkhwan Pawapotako · Thái Lan                                          | 2:30.24       | Christie Chue · Singapore                                                                                  | 2:31.89  | Letitia Sim · Singapore                                                                              | 2:31.97 |
|                          |                                                                            |               | |          | |         |
| 50 m bơi bướm            | Jenjira Srisaard · Thái Lan                                                | 26.53         | Quah Ting Wen · Singapore                                                                                  | 26.88    | Quah Jing Wen · Singapore                                                                            | 26.98   |
| 100 m bơi bướm           | Quah Jing Wen · Singapore                                                  | 59.15         | Quah Ting Wen · Singapore                                                                                  | 59.34    | Jasmine Alkhaldi · Philippines                                                                       | 1:01.15 |
| 200 m bơi bướm           | Quah Jing Wen · Singapore                                                  | 2:09.52 MR NR | Lê Thị Mỹ Thảo · Việt Nam                                                                                  | 2:14.20  | Kamonchanok Kwanmuang · Thái Lan                                                                     | 2:14.35 |
|                          |                                                                            |               | |          | |         |
| 200 m cá nhân hỗn hợp    | Quah Jing Wen · Singapore                                                  | 2:15.98       | Letitia Sim · Singapore                                                                                    | 2:16.61  | Jingutha Pholjamjumrus · Thái Lan                                                                    | 2:16.75 |
| 400 m cá nhân hỗn hợp    | Kamonchanok Kwanmuang · Thái Lan                                           | 4:49.98       | Jingutha Pholjamjumrus · Thái Lan                                                                          | 4:52.32  | Azzahra Permatahani · Indonesia                                                                      | 4:56.42 |
|                          |                                                                            |               | |          | |         |
| 4×100 m tiếp sức tự do   | Singapore - Amanda Lim - Christie Chue - Quah Jing Wen - Quah Ting Wen     | 3:45.71       | Thái Lan - Jenjira Srisaard - Natthanan Junkrajang - Manita Sathianchokwisan - Jinjutha Pholjamjumrus      | 3:48.63  | Indonesia - Patricia Yosita Hapsari - Angel Gabriella Yus - Nurul Fajar Fitriyati - Ressa Kania Dewi | 3:51.57 |
| 4×200 m tiếp sức tự do   | Singapore - Gan Ching Hwee - Christie Chue - Quah Jing Wen - Quah Ting Wen | 8:10.75       | Thái Lan - Jinjutha Pholjamjumrus - Kamonchanok Kwanmuang - Natthanan Junkrajang - Kornkarnjana Sapianchai | 8:18.67  | Indonesia - Patricia Yosita Hapsari - Angel Gabriella Yus - Ressa Kania Dewi - Azzahra Permatahani   | 8:26.24 |
| 4×100 m tiếp sức hỗn hợp | Singapore - Bonnie Yeo - Letitia Sim - Quah Jing Wen - Quah Ting Wen       | 4:07.62       | Philippines - Miranda Cristina Renner - Jasmine Alkhaldi - Chloe Isleta - Desirae Aubrey Mangaoang         | 4:12.36  | Thái Lan - Mia Millar - Jenjira Srisaard - Jingutha Pholjamjumrus - Phiangkhwan Pawapotako           | 4:15.33 |